# Lithocarpus attenuatus
Lithocarpus attenuatus là một loài thực vật có hoa trong họ Fagaceae. Loài này được (Skan) Rehder mô tả khoa học đầu tiên năm 1919.